# Kalophrynus interlineatus
Kalophrynus interlineatus är en groddjursart som först beskrevs av Edward Blyth 1855.  Kalophrynus interlineatus ingår i släktet Kalophrynus och familjen Microhylidae. IUCN kategoriserar arten globalt som otillräckligt studerad. Inga underarter finns listade i Catalogue of Life.